# A Jethro Tull Collection
A Jethro Tull Collection è una raccolta della band progressive rock inglese Jethro Tull, pubblicata nel 1997.

## Il disco
Questa raccolta è stata pubblicata quasi simultaneamente a Through the Years ma con etichette e copertine diverse a seconda del paese di pubblicazione.
I due album contengono le stesse tracce, anche se in ordine diverso, tranne Living in the Past che in A Jethro Tull Collection è la versione originale da studio mentre in Through the Years è la versione strumentale live tratta da A Little Light Music.

## Tracce
1. Acres Wild (1978) - 3:23
2. Locomotive Breath (1971) - 6:41
3. Dharma for One (1968) - 4:14
4. Wind Up (1971) - 6:03
5. War Child (1974) - 4:34
6. Budapest (1987) - 10:01
7. The Whistler (1977)) - 3:32
8. We Used to Know (1969) - 3:57
9. Beastie (1982) - 3:56
10. Rare and Precious Chain (1995) - 3:35
11. Quizz Kid (1976) - 5:07
12. Still Loving You Tonight (1991) - 4:31
13. Living in the Past (1972) - 3:20

## Formazione

### Gruppo
- Ian Anderson - flauti, mandolino, armonica, chitarra folk, percussioni, voce (tutte le tracce)
- Martin Barre - chitarra, chitarra folk (tutte le tracce)
- Dave Pegg - basso, mandolino (tracce 6, 9)
- Dave Mattacks - rullante, grancassa, charleston, piatti, glockenspiel, percussioni, tastiere (taccia 1)
- Clive Bunker - batteria, percussioni (tracce 3, 4, 8, 13)
- John Evan - pianoforte, organo (tracce 1 - 5, 7, 11)
- Jeffrey Hammond - basso, flauto dolce contralto, controvoce (tracce 4, 5)
- Barriemore Barlow - batteria, glockenspiel, marimba, percussioni (tracce 1, 2, 5, 7, 11)
- Glenn Cornick - basso, organo Hammond (tracce 3, 8, 13)
- John Glascock - basso (tracce 1, 2, 7, 11)
- David Palmer - organo portativo, tastiere, arrangiamento orchestrale (tracce 1, 2, 7)
- Gerry Conway - batteria, percussioni (traccia 9)
- Peter-John Vettese - pianoforte, sintetizzatore (traccia 9)
- Doane Perry - batteria, percussioni (traccia 10)
- Andy Giddings - testiere (traccia 10)

### Altri musicisti
- Darryl Way - violino (traccia 1)
- David Palmer - arrangiamento archi, direzione (tracce 4, 5)
- Gerry Conway - batteria (traccia 6)
- Ric Sanders - violino (traccia 6)
- Matt Pegg - basso (traccia 12)
- Scott Hunter - batteria (traccia 12)